# Hoquei sobre gel als Jocs Olímpics d'hivern de 1956
Als Jocs Olímpics d'Hivern de 1956 celebrats a la ciutat de Cortina d'Ampezzo (Itàlia) es disputà una prova d'hoquei sobre gel en categoria masculina.
La competició tingué lloc entre els dies 26 i 4 de febrer de 1956 al Stadio Olympica. La classificació final del campionat disputat en aquests Jocs Olímpics és vàlida com a 23è Campionat del Món d'hoquei sobre gel i com a 34è Campionat d'Europa d'hoquei sobre gel.

## Comitès participants
Hi participaren un total de 169 jugadors de 10 comitès nacionals diferents:
| - Alemanya (17) - Àustria (17) - Canadà (17) - Estats Units (17) - Itàlia (16) |  | - Polònia (17) - Suècia (17) - Suïssa (17) - Txecoslovàquia (17) - Unió Soviètica (17) |

## Resum de medalles
| Or | Argent | Bronze |
| Unió SovièticaNikolai Puchkov · Grigory Mkrtychan · Nikolaï Sologubov · Dmitry Ukolov · Ivan Tregubov · Genrikh Sidorenkov · Alfred Kuchevsky · Yevgeny Babich · Viktor Shuvalov · Vsévolod Bobrov · Yuri Krylov · Aleksandr Uvarov · Valentin Kuzin · Yuri Pantjukhov · Aleksey Guryshev · Nikolay Khlystov · Viktor Nikiforov | Estats UnitsWillard Ikola · Don Rigazio · Richard Rodenheiser · Daniel McKinnon · Ed Sampson · John Matchefts · Richard Meredith · Dick Dougherty · Ken Purpur · John Mayasich · Bill Cleary · Wellington Burtnett · Wendell Anderson · Gene Campbell · Gordon Christian · Weldon Olson · John Petroske | CanadàDenis Brodeur · Keith Woodall · Floyd Martin · Howie Lee · Art Hurst · Jack McKenzie · James Logan · Paul Knox · Donald Rope · Byrle Klinck · Bill Colvin · Gerry Théberge · Alfred Horne · Charlie Brooker · George Scholes · Bob White · Ken Laufman |

## Medaller
| Posició | País           | Or | Argent | Bronze | Total |
| 1       | Unió Soviètica | 1  | 0      | 0      | 1     |
| 2       | Estats Units   | 0  | 1      | 0      | 1     |
| 3       | Canadà         | 0  | 0      | 1      | 1     |
| Total   | Total          | 1  | 1      | 1      | 3     |

## Resultats

### Ronda preliminar
Els dos primers equips de cada grup es classifiquen per la ronda final.

#### Grup A
| Posició | Equip    | J | G | P | E | GF | GC | Pts |
| ------- | -------- | - | - | - | - | -- | -- | --- |
| 1       | Canadà   | 3 | 3 | 0 | 0 | 30 | 1  | 6   |
| 2       | Alemanya | 3 | 1 | 1 | 1 | 9  | 6  | 3   |
| 3       | Itàlia   | 3 | 0 | 1 | 2 | 5  | 7  | 2   |
| 4       | Àustria  | 3 | 0 | 2 | 1 | 2  | 32 | 1   |

- 26 de gener
  - Canadà 4-0 Alemanya
  - Itàlia 2-2 Àustria

- 27 de gener
  - Itàlia 2-2 Alemanya
  - Canadà 23-0 Àustria

- 28 de gener
  - Alemanya 7-0 Àustria
  - Itàlia 1-3 Canadà

#### Grup B
| Posició | Equip          | J | G | P | E | GF | GC | Pts |
| ------- | -------------- | - | - | - | - | -- | -- | --- |
| 1       | Txecoslovàquia | 2 | 2 | 0 | 0 | 12 | 6  | 4   |
| 2       | Estats Units   | 2 | 1 | 1 | 0 | 7  | 4  | 2   |
| 3       | Polònia        | 2 | 0 | 2 | 0 | 3  | 12 | 0   |

- 27 de gener
  - Txecoslovàquia 4-3 USA

- 28 de gener
  - USA 4-0 Polònia

- 29 de gener
  - Txecoslovàquia 8-3 Polònia

#### Grup C
| Posició | Equip          | J | G | P | E | GF | GC | Pts |
| ------- | -------------- | - | - | - | - | -- | -- | --- |
| 1       | Unió Soviètica | 2 | 2 | 0 | 0 | 15 | 4  | 4   |
| 2       | Suècia         | 2 | 1 | 1 | 0 | 7  | 10 | 2   |
| 3       | Suïssa         | 2 | 0 | 2 | 0 | 8  | 16 | 0   |

- 27 de gener
  - URSS 5-1 Suècia

- 28 de gener
  - Suècia 6-5 Suïssa

- 29 de gener
  - URSS 10-3 Suïssa

### Ronda final

#### Partits pel 1r-6è lloc
| Posició | Equip          | J | G | P | E | GF | GC | Pts |
| ------- | -------------- | - | - | - | - | -- | -- | --- |
| 1       | Unió Soviètica | 5 | 5 | 0 | 0 | 25 | 5  | 10  |
| 2       | Estats Units   | 5 | 4 | 1 | 0 | 26 | 12 | 8   |
| 3       | Canadà         | 5 | 3 | 2 | 0 | 23 | 11 | 6   |
| 4       | Suècia         | 5 | 1 | 3 | 1 | 10 | 17 | 3   |
| 5       | Txecoslovàquia | 5 | 1 | 4 | 0 | 20 | 30 | 2   |
| 6       | Alemanya       | 5 | 0 | 4 | 1 | 6  | 35 | 1   |

- 30 de gener
  - USA 7-2 Alemanya
  - Canadà 6-3 Txecoslovàquia
  - URSS 4-1 Suècia

- 31 de gener
  - URSS 8-0 Alemanya
  - Suècia 5-0 Txecoslovàquia
  - USA 4-1 Canadà

- 1 de febrer
  - USA 6-1 Suècia

- 2 de febrer
  - Canadà 10-0 Alemanya
  - URSS 7-4 Txecoslovàquia

- 3 de febrer
  - Txecoslovàquia 9-3 Alemanya
  - Canadà 6-2 Suècia
  - URSS 4-0 USA

- 4 de febrer
  - URSS 2-0 Canadà
  - Alemanya 1-1 Suècia
  - USA 9-4 Txecoslovàquia

#### Partits pel 7è-10è lloc
| Posició | Equip   | J | G | P | E | GF | GC | Pts |
| ------- | ------- | - | - | - | - | -- | -- | --- |
| 7       | Itàlia  | 3 | 3 | 0 | 0 | 21 | 7  | 6   |
| 8       | Polònia | 3 | 2 | 1 | 0 | 12 | 10 | 4   |
| 9       | Suïssa  | 3 | 1 | 2 | 0 | 12 | 18 | 2   |
| 10      | Àustria | 3 | 0 | 3 | 0 | 9  | 19 | 0   |

- 31 de gener
  - Suïssa 7-4 Àustria

- 1 de febrer
  - Polònia 6-2 Suïssa
  - Itàlia 8-2 Àustria

- 2 de febrer
  - Itàlia 8-3 Suïssa
  - Polònia 4-3 Àustria

- 3 de febrer
  - Itàlia 5-2 Polònia

### Classificació final i Campionat del Món
1. Unió Soviètica
2. Estats Units
3. Canadà
4. Suècia
5. Txecoslovàquia
6. Alemanya
7. Itàlia
8. Polònia
9. Suïssa
10. Àustria

### Campionat d'Europa
1. Suècia
2. Txecoslovàquia
3. Alemanya
4. Itàlia
5. Polònia
6. Suïssa
7. Àustria